# Germán Mesa
Germán Mesa (Ciudad de La Habana, Cuba, 12 de mayo de 1967) exjugador de béisbol de los equipos Metropolitanos e Industriales e integrante de la Selección de béisbol de Cuba. Campeón nacional en dos ocasiones con Industriales y medallista de oro y plata en Juegos Olímpicos, está considerado el mejor defensor del campo corto de todos los tiempos en las Series Nacionales. En 2016 ganó como entrenador la serie latinoamericana de béisbol con el equipo gigantes de Rivas

## Series Nacionales
Debutó a la edad de 17 años con Metropolitanos, en la temporada 1984-1985, aunque no tuvo mucha actividad en esa Serie (solamente 50 turnos al bate). En año 1988, luego de cuatro temporadas con los Metros, pasa a Industriales, el principal equipo de La Habana, donde sus brillantes actuaciones desde el campo corto le abrirían las puertas del estrellato y posteriormente del Equipo Cuba.
Con Industriales conquistó el título nacional en dos ocasiones: en las temporadas de 1991-1992 y 1995-1996. En ambos campeonatos así como durante el resto de la década Germán compartió equipo con una gran generación del béisbol capitalino, así, junto a Germán, integraron esos seleccionados de Industriales jugadores como Javier Méndez, Lázaro Vargas, Juan Padilla, Orlando Hernández y Lázaro Valle.
En el año 1996, Germán fue suspendido del béisbol cubano, esa controvertida decisión de las autoridades cubanas provocó un gran descontento de los aficionados locales. Germán, que continuó entrenándose individualmente, fue autorizado a jugar nuevamente en el año 1998, incorporándose a Industriales para la Serie 1998-1999 y regresando igualmente al Equipo Cuba para los Juegos Panamericanos de Winnipeg 99.
Las grandes jugadas en el campo corto y la combinación de doble-play que formó durante muchos años con Juan Padilla, además de unos números ofensivos bastantes buenos para la posición, le han valido a Germán Mesa para ser considerado por muchos especialistas como el mejor torpedero cubano de todos los tiempos.

## Equipo Cuba
Debuta con la Selección nacional en la Copa Intercontinental de Puerto Rico en 1989. Participó en 2 Juegos Olímpicos, 3 Campeonatos Mundiales, 3 Copas Intercontinentales, 3 Juegos Panamericanos, y 2 Juegos Centroamericanos y del Caribe. Exceptuando los Juegos Olímpicos de Sídney 2000, donde lograría la medalla de plata, Germán Mesa conquistó el título de todos los certámenes internacionales en los que participó. En todos los eventos bateó para más de.300 de average y fue casi hermético a la defensa. Su última participación con el equipo Cuba fue en la Copa Mundial de Taipéi de China en el 2001.
Se retiró de los terrenos de juego el 1.º de junio de 2002, en una decisión muy polémica de las autoridades nacionales de béisbol que forzaron el retiro a las grandes figuras del béisbol cubano de los últimos tiempos, así, junto con Germán abandonaron los terrenos de juego Omar Linares, Orestes Kindelán y Antonio Pacheco. Los que habían formado el cuadro regular del equipo Cuba en casi todos los eventos internacionales de la última década.

## Etapa como entrenador
En el año 2008 fue nombrado director de Industriales, en la temporada de su debut Industriales no clasificó a la postemporada quedando en el lugar número 12 de serie e igualando su peor campaña histórica. Para la temporada 2009-2010 Germán e Industriales conquistarían el título nacional del béisbol cubano.